# El almohadón de plumas (película)
El almohadón de plumas es una película uruguaya de 1988, dirigida por Ricardo Islas, basada en el cuento de terror homónimo del cuentista, dramaturgo y poeta uruguayo Horacio Quiroga.

## Premios
- 1989: premio revelación en el Certamen Nacional de Cine y Video del SODRE.[1]